# يوسف شرفة
ولد يوسف شرفة في باتنة عام 1954، وينحدر من عائلة أصلها من منطقة القبائل، استقرت في منطقة الأوراس عام 1913.[بحاجة لمصدر]
هو مهندس تخطيط، شغل عدة مناصب كمسؤول تنفيذي للدولة. في عام 2001، تمت ترقيته إلى منصب أمين عام لولاية باتنة، ثم نقل عام 2005 إلى ولاية سوق أهراس لشغل الوظيفة نفسها.
في عام 2010، عيّن واليًا لولاية الأغواط، ثم تولى منصب والي ولاية عنابة في يوليو 2015، بعد أشهر قليلة من الوفاة المأساوية لسلفه محمد منيب صنديد.